# Cheverella
Cheverella is een geslacht van vlinders van de familie van de grasmotten (Crambidae), uit de onderfamilie van de Spilomelinae. De wetenschappelijke naam voor dit geslacht is voor het eerst gepubliceerd in 2011 door Bernard Landry. Dit geslacht is monotypisch, dat wil zeggen dat het maar één soort heeft namelijk Cheverella galapagensis Landry, 2011 van de Galapagoseilanden die ook de typesoort is.